# Miecze
Miecze – wieś w Polsce położona w województwie podlaskim, w powiecie grajewskim, w gminie Rajgród. Leży przy drodze wojewódzkiej nr 665.
Wieś królewska starostwa rajgrodzkiego w ziemi bielskiej województwa podlaskiego w 1795 roku.
W 1929 r. majątek ziemski posiadał tu Stefan Biskupski (561 mórg), Aleksander Cebeliński (54), Antoni Kuligowski (53). Był tu sklep kolonialny.
W latach 1975–1998 miejscowość administracyjnie należała do województwa łomżyńskiego.